# Part One
| Оценки критиков | Оценки критиков |
| Источник        | Оценка          |
| --------------- | --------------- |
| AllMusic        | [ 1 ]           |

Part One — второй студийный альбом американской психоделик-рок-группы The West Coast Pop Art Experimental Band, выпущенный в 1967 году на лейбле Reprise Records. В альбом вошли песни как собственного сочинения, так и песни, написанные Бобом Джонстоном, Фрэнком Заппой, Бейкером Кнайтом, Пи Эф Слоаном и Ван Дайк Парксом. Ударные партии исполнил сессионный барабанщик Хэл Блейн. Также это первый альбом, который был записан с участием гитариста Рона Моргана.
Песня «I Won’t Hurt You» из этого альбома позже прозвучала в анимационном фильме режиссёра Уэса Андерсона «Остров собак» (2018).

## Список композиций
1. «Shifting Sands» (Бейкер Кнайт[англ.]) — 3:54
2. «I Won’t Hurt You» (Маркли[англ.], Д. Харрис, Ллойд[англ.] — 2:21
3. «1906» (Маркли, Морган) — 2:18
4. «Help, I’m A Rock» (Фрэнк Заппа) — 4:22
5. «Will You Walk With Me» (Бонни Добсон, Д. Харрис) — 2:57
6. «Transparent Day» (Маркли, Д. Харрис) — 2:15
7. «Leiyla» (Маркли, Д. Харрис) — 2:51
8. «Here’s Where You Belong» (Пи Эф Слоан[англ.]) — 2:47
9. «If You Want This Love» (Кнайт) — 2:47
10. «’Scuse Me Miss Rose» (Боб Джонстон[англ.]) — 3:01
11. «High Coin» (Ван Дайк Паркс[англ.]) — 1:52

## Синглы
- «1906» b/w «Shifting Sands»
- «Help, I’m A Rock» b/w «Transparent Day»

## Участники записи
- Боб Маркли[англ.] — spoken word, бэк-вокал
- Шон Харрис — бас-гитара, вокал
- Дэнни Харрис — гитара, вокал
- Майкл Ллойд — гитара, вокал
- Рон Морган — гитара
- Джон Уэр — ударные

## Кавер-версии
Песня «I Won’t Hurt You» позднее была перепета группой Episode Six.